# أم الصغير (قرية)
قرية أم الصغير هي إحدى القرى التابعة لمركز سيوة في محافظة مطروح في جمهورية مصر العربية. حسب إحصاءات سنة 2018، بلغ إجمالي السكان في أم الصغير 675 نسمة، منهم 311 رجل و 364 امرأة.